# HESA Shahed 285
HESA Shahed 285 (perzijsko شاهد ۲۸۵) je lahki enomotorni jurišni helikopter, ki so ga razvili v Iranu. Javnosti so ga predstavili 24. maja 2009. Proizvajajo ga v dveh verzijah: lahki jurišnik/opazovalni helikopterj in mornariški patruljni/protiladijski helikopter.
Shahed 285 je zasnovan na podlagi lahkega helikopterja Shahed-278, ki je sam razvit iz ameriškega Bell 206.

## Specifikacije (Shahed 285 / AH-58A)
Podatki iz 
Splošne značilnosti
- Posadka: 1
- Dolžina: 11,84 m (38 ft 10 in)
- Širina: 2,78 m (9 ft 1 in) (fuselage)
- Višina: 3,47 m (11 ft 5 in)
- Teža praznega letala: 820 kg (1.808 lb)
- Maks. vzletna teža: 1.450 kg (3.197 lb)
- Pogon letala: 1 × Rolls-Royce Model 250-C20J turbogredni motor, 310 kW (420 shp)
- Premer glavnega rotorja:  10 m (32 ft 10 in)

Zmogljivost
- Maks. hitrost: 240 km/h (149 mph; 130 kn)
- Doseg: 875 km (544 mi; 472 nmi)
- Višina leta: 4.160 m (13.648 ft)
- Hitrost vzpenjanja: 7,6 m/s (1.500 ft/min)

Oborožitev

- Strelno orožje: 1x PKMT lahka strojnice
- Rakete: 14x 2,75 in (70 mm) rakete